# Somatina irregularis
Somatina irregularis là một loài bướm đêm trong họ Geometridae.